# Гижигинский уезд
Гижигинский уезд (округ) — административно-территориальная единица Российской империи и РСФСР с центром в Гижигинске, существовавшая в 1783—1926 годах.
Гижигинский уезд был образован в 1783 году в ходе административной реформы Екатерины II в составе Охотской области Иркутского наместничества (с 1796 — губернии).
11 августа 1803 года Гижигинский уезд были переданы в новую Камчатскую область. С 1822 года вновь в составе Иркутской губернии  (в 1812—1849 годах уезд как Гижигинский округ входил в состав Охотского Приморского управления). В 1849—1856 годах снова входил в состав Камчатской области. В 1856 году передан в состав новой Приморской области.
В 1888 году часть территории Гижигинского округа была передана в новый Анадырский округ.
По данным переписи 1897 года в округе проживало 7942 человека, в том числе коряки — 57,7 %, тунгусо-маньчжурские народы — 25,3 %, чукчи — 8,5 %, русские — 8,2 %.
17 июня 1909 года вновь передан в Камчатскую область, которая 10 ноября 1922 года была преобразована в Камчатскую губернию. 4 января 1926 года при ликвидации Камчатской губернии Гижигинский уезд был упразднён, а его территория преобразована в Пенжинский район Камчатского округа Дальневосточного края.